# Dom Morświna w Helu
Dom Morświna w Helu – muzeum dedykowane bałtyckim morświnom otwarte 5 września 2015.
Muzeum prezentuje gabloty oraz tablice zawierające informacje o biologii, wykorzystaniu morświnów, ich relacjach z człowiekiem, a także współczesnych problemach dotykających te zwierzęta. Zwiedzający mogą obejrzeć filmy i animacje poświęcone nie tylko morświnom, ale także innym waleniom, które w ostatnich dziesięcioleciach odwiedziły polską część Bałtyku. Te nagrania przedstawiają delfina białonosego, finwala, humbaki i delfiny zwyczajne.